# Taça da Liga 2019-2020
La Taça da Liga 2019–2020 è stata la 13ª edizione del torneo. La competizione è iniziata il 27 luglio 2019 ed è terminata il 25 gennaio 2020. Il Braga ha vinto per la seconda volta il trofeo, battendo per 1-0 il Porto.

## Primo turno
| 27 luglio 2019 |                 |                    |
| Académica      | 1 – 1 (4-3 dtr) | Farense            |
| 28 luglio 2019 |                 |                    |
| Casa Pia       | 0 – 0 (4-1 dtr) | Vilafranquense     |
| Leixões        | 0 – 0 (5-4 dtr) | Cova da Piedade    |
| Oliveirense    | 2 – 1           | Mafra              |
| Penafiel       | 1 – 0           | Académico de Viseu |
| Covilhã        | 0 – 0 (3-1 dtr) | Varzim             |

## Secondo turno
| 3 agosto 2019   |                 |                   |
| Casa Pia        | 2 – 0           | Boavista          |
| Leixões         | 1 – 2           | Marítimo          |
| Nacional        | 2 – 2 (3-4 dtr) | Chaves            |
| Penafiel        | 1 – 0           | Tondela           |
| Vitória Setúbal | 1 – 0           | Moreirense        |
| Belenenses SAD  | 0 – 1           | Santa Clara       |
| Desp. Aves      | 2 – 3           | Gil Vicente       |
| Famalicão       | 0 – 2           | Covilhã           |
| Paços Ferreira  | 1 – 1 (5-4 dtr) | Estoril Praia     |
| Portimonense    | 2 – 0           | Académica         |
| Rio Ave         | 6 – 1           | Oliveirense       |
| 5 agosto 2019   |                 |                   |
| Feirense        | 0 – 1           | Vitória Guimarães |

## Fase a gironi

### Girone A
| Squadra        | P.ti | G | V | P | S | RF | RS | DR |
| -------------- | ---- | - | - | - | - | -- | -- | -- |
| Braga          | 9    | 3 | 3 | 0 | 0 | 9  | 3  | +6 |
| Paços Ferreira | 4    | 3 | 1 | 1 | 1 | 4  | 6  | -2 |
| Marítimo       | 2    | 3 | 0 | 2 | 1 | 2  | 3  | -1 |
| Penafiel       | 1    | 3 | 0 | 1 | 2 | 2  | 5  | -3 |

|                   | Bra   | Mar   | Paç   | Pen   |
| Braga             |       | 2 – 1 |       |       |
| Marítimo          |       |       |       | 0 – 0 |
| Paços de Ferreira | 1 – 4 | 1 – 1 |       |       |
| Penafiel          | 1 – 3 |       | 1 – 2 |       |

### Girone B
| Squadra           | P.ti | G | V | P | S | RF | RS | DR |
| ----------------- | ---- | - | - | - | - | -- | -- | -- |
| Vitória Guimarães | 7    | 3 | 2 | 1 | 0 | 5  | 0  | +5 |
| Benfica           | 3    | 3 | 0 | 3 | 0 | 3  | 3  | 0  |
| Vitória Setúbal   | 2    | 3 | 0 | 2 | 1 | 3  | 5  | -2 |
| Covilhã           | 2    | 3 | 0 | 2 | 1 | 2  | 5  | -3 |

|                   | Ben   | Cov   | Gui   | Set   |
| Benfica           |       |       | 0 – 0 |       |
| Covilhã           | 1 – 1 |       |       | 1 – 1 |
| Vitória Guimarães |       | 3 – 0 |       |       |
| Vitória Setúbal   | 2 – 2 |       | 0 – 2 |       |

### Girone C
| Squadra          | P.ti | G | V | P | S | RF | RS | DR |
| ---------------- | ---- | - | - | - | - | -- | -- | -- |
| Sporting Lisbona | 6    | 3 | 2 | 0 | 1 | 7  | 4  | +3 |
| Rio Ave          | 4    | 3 | 1 | 1 | 1 | 3  | 3  | 0  |
| Portimonense     | 4    | 3 | 1 | 1 | 1 | 5  | 6  | -1 |
| Gil Vicente      | 3    | 3 | 1 | 0 | 2 | 2  | 4  | -2 |

|                  | Gil   | Por   | Rio   | SLi   |
| Gil Vicente      |       | 1 – 2 |       | 0 – 2 |
| Portimonense     |       |       | 1 – 1 | 2 – 4 |
| Rio Ave          | 0 – 1 |       |       |       |
| Sporting Lisbona |       |       | 1 – 2 |       |

### Girone D
| Squadra     | P.ti | G | V | P | S | RF | RS | DR |
| ----------- | ---- | - | - | - | - | -- | -- | -- |
| Porto       | 9    | 3 | 3 | 0 | 0 | 8  | 2  | +6 |
| Chaves      | 6    | 3 | 2 | 0 | 1 | 4  | 4  | 0  |
| Casa Pia    | 3    | 3 | 1 | 0 | 2 | 2  | 5  | -3 |
| Santa Clara | 0    | 3 | 0 | 0 | 3 | 1  | 4  | -3 |

|             | Cas   | Cha   | Por   | San   |
| Casa Pia    |       | 0 – 1 | 0 – 3 |       |
| Chaves      |       |       | 2 – 4 | 1 – 0 |
| Porto       |       |       |       | 1 – 0 |
| Santa Clara | 1 – 2 |       |       |       |

## Semifinali
| Squadra 1         | Risultato | Squadra 2        |
| ----------------- | --------- | ---------------- |
| 21 gennaio 2020   |           |                  |
| Braga             | 2 – 1     | Sporting Lisbona |
| 22 gennaio 2020   |           |                  |
| Vitória Guimarães | 1 – 2     | Porto            |

## Finale
| Arbitro: | Luis Godinho (Évora) |

|                |           |  |
| R. Horta 90+5’ | Marcatori |  |